# Giovanni Arcimboldi
Giovanni Arcimboldi (Parma, c. 1426-Roma, 2 de octubre de 1488) fue un jurista y eclesiástico italiano. 

## Biografía
Nacido en Parma del matrimonio formado por Nicolò Arcimboldi y Orsina Canossa, en 1421 o en 1426. En 1436 la familia se trasladó a Milán, donde su padre entró al servicio primero del duque Filippo Maria Visconti y después de Francesco Sforza.  Doctorado en derecho civil y canónico por la Universidad de Pavía, Giovanni sirvió a este último y a su sucesor Galeazzo Maria Sforza; era procurador del duque para la liga con Venecia tras la paz de Lodi, y en los años siguientes entró a formar parte del Consejo de Justicia y del Consejo Secreto del Ducado de Milán. 
Durante esta época contrajo matrimonio con Briseide Pietrasanta, con quien tuvo un hijo llamado Luigi, que también siguió la carrera jurídica; según algunos autores, tuvo también otros nueve hijos fuera del matrimonio.
En fecha indeterminada en la década de 1460 quedó viudo y entró en religión. Con la recomendación del duque Galeazzo Maria, en 1468 el papa Paulo II le nombró obispo de Novara sucediendo al difunto Bernardo de Rossi, aunque tras la toma de posesión Giovanni no residió en la sede, oficiando como consejero político y agente diplomático del duque ante la corte papal de Sixto IV. 
Este mismo papa le creó cardenal en el consistorio de 1473, con título de SS. Nereo y Aquileo, que después cambió por el de Santa Práxedes.  Fue prefecto del Tribunal de la Signatura Apostólica desde ese mismo año, legado en Umbría y en Perugia,  Camarlengo del Colegio Cardenalicio en 1483, cardenal elector en el cónclave de 1484 que eligió papa a Inocencio VIII, arzobispo de Milán desde 1484 y abad in commendam de varios monasterios.
Fallecido en Roma en 1488, fue sepultado en la iglesia de San Agostino de esta misma ciudad.  Su nieto Giannangelo Arcimboldi, que sesenta años después le sucedió en el arzobispado de Milán, ordenó la construcción del monumento funerario que todavía puede verse en la catedral de Milán.  

## Referencias

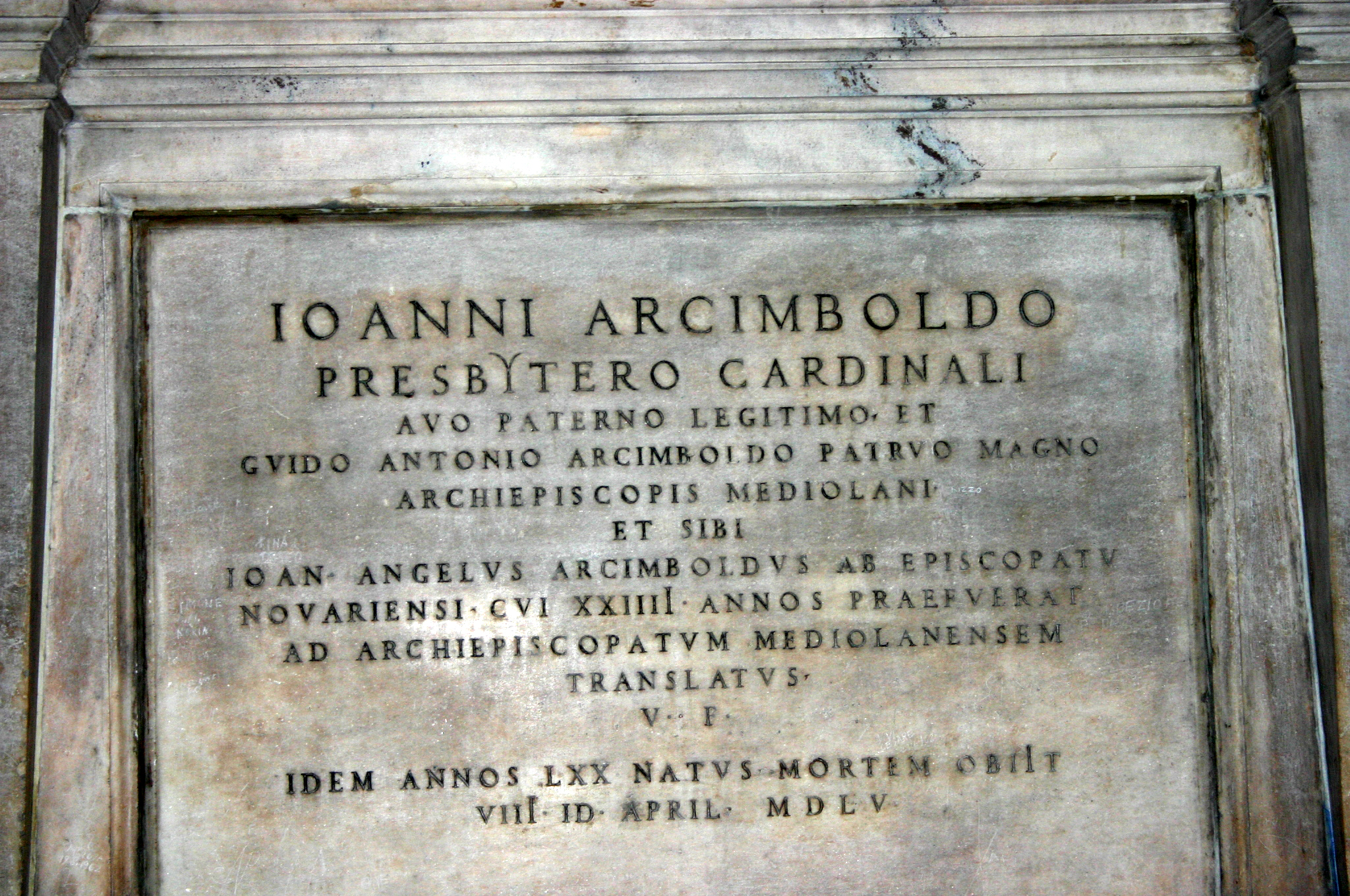
Su lápida en la catedral de Milán.